# Борнейски паунов фазан
Борнейският паунов фазан (Polyplectron schleiermacheri) е вид птица от семейство Phasianidae. Видът е застрашен от изчезване.

## Разпространение и местообитание
Разпространен е в Индонезия и Малайзия.